# برایان آکوستا
برایان آکوستا (انگلیسی: Bryan Acosta؛ زادهٔ ۲۴ نوامبر ۱۹۹۳) بازیکن فوتبال اهل هندوراس است.
از باشگاه‌هایی که در آن بازی کرده است می‌توان به باشگاه ورزشی تنریف، باشگاه فوتبال دالاس، و باشگاه فوتبال رئال اسپانیا اشاره کرد.
وی همچنین در تیم‌های ملی فوتبال زیر ۲۰ سال هندوراس و هندوراس بازی کرده است.